# Bhuj (broń)

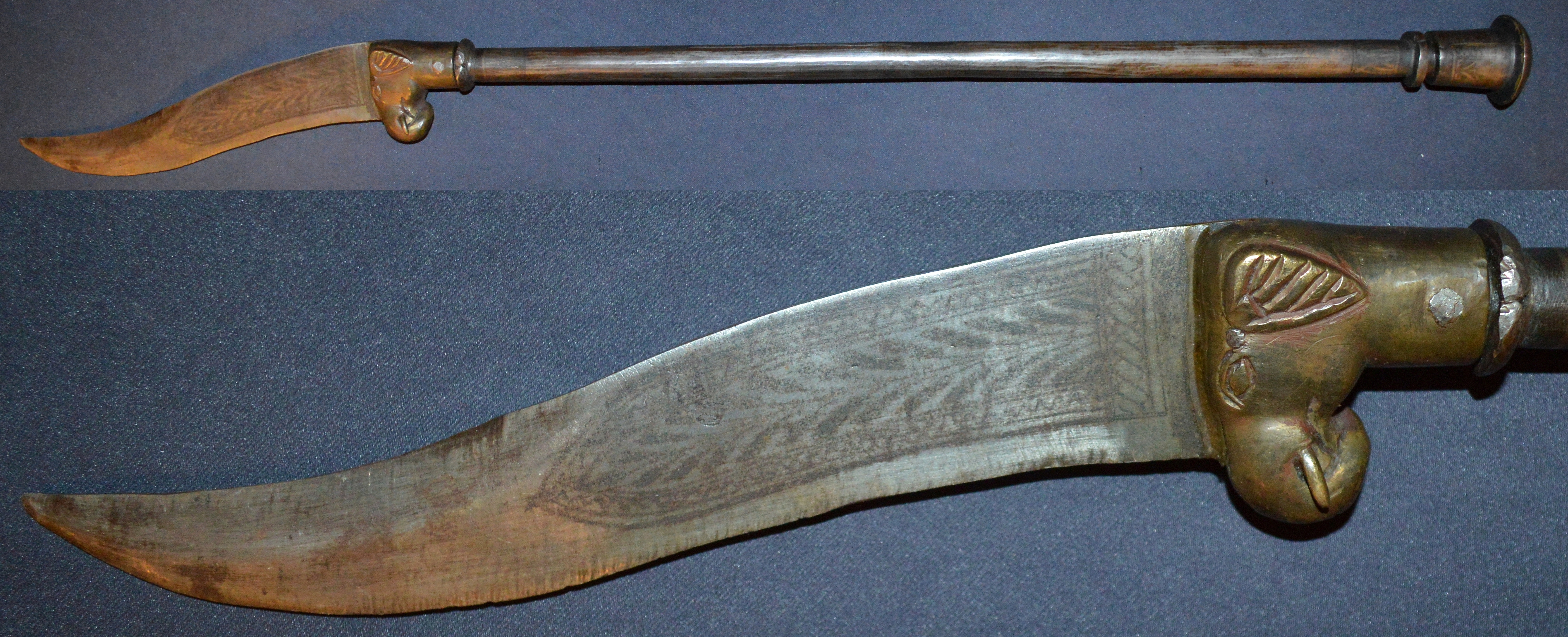
Bhuj

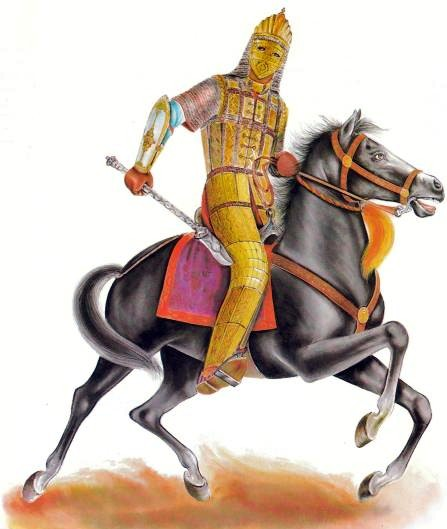
Konny wojownik uzbrojony w bhuj

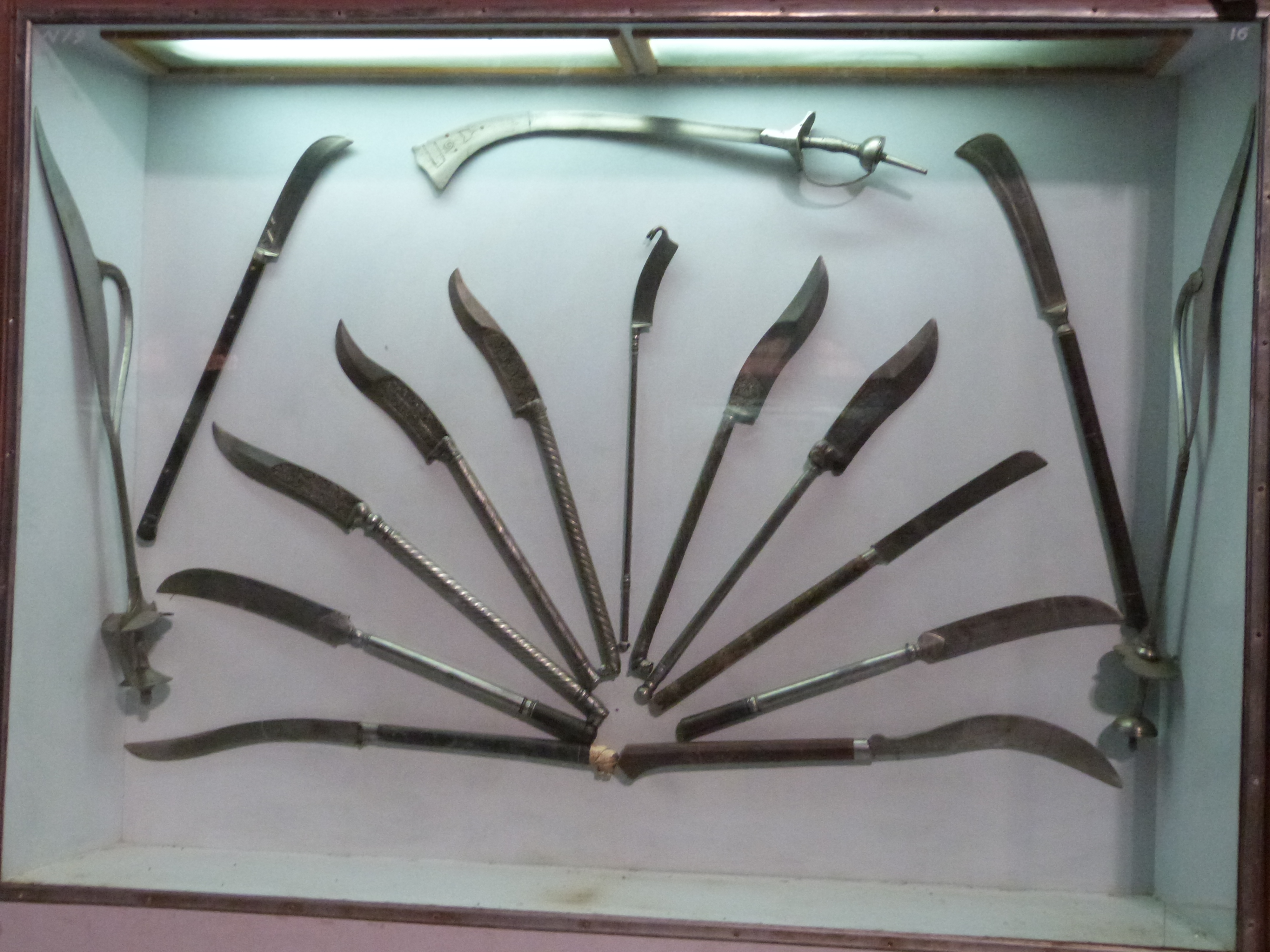
Panoplium przedstawiające różne formy bhuji. U góry kora

Bhuj (dewanagari भुज, bhuj; także katti, sztylet słoniowy) – broń z północnych Indii, pochodząca z Bhuj w Gudźaracie, popularna też w Sindzie. Ciężki, jednosieczny nóż o długiej rękojeści.
Głownia ciężka, ok. 17–25 cm długa, dość szeroka (ok. 4 cm przy głowni długiej na ok. 20 cm), jednosieczna, z ostrzem wygiętym w kształt litery „S”. U nasady głowni zazwyczaj umieszczano jako ozdobę głowę słonia, stąd inna nazwa: „sztylet słoniowy”.
Rękojeść długa na ok. 50 cm (znacznie dłuższa od głowni), stalowa, pusta w środku (można ją było odkręcać). Dzięki długiej rękojeści i ciężkiej głowni, broń ta nadawała się zarówno do pchnięcia, jak i cięcia, a długa rękojeść umożliwiała chwyt oburęczny. Na ogół klasyfikowana jako nóż lub sztylet, ale za względu na specyfikę budowy i użycia określana też jako „sztylet-topór” lub wręcz jako topór o nietypowo zamontowanej głowni (wzdłużnie, nie poprzecznie do rękojeści).